# 5636 Jacobson
5636 Jacobson (1985 QN) là một tiểu hành tinh vành đai chính được phát hiện ngày 22 tháng 8 năm 1985 bởi E. Bowell ở Flagstaff.